# هناك شيء ما عن ماري (فلم)
هناك شيء ما عن ماري (بالإنجليزية: There's Something About Mary) فيلم كوميدي رومانسي أمريكي انتج عام 1998 من إخراج الأخوين فارلي، بطولة بن ستيلر وكاميرون دياز ومات ديلون.

## القصة
تيد سترومان (بن ستيلر) شاب عمره 16 سنة وهو في السنة الأخيرة من المرحلة الثانوية. أخرق لا يعرف شيئاً عن اللباقة وخجول جداً حيث يتواعد مع زميلته وفتاة أحلامه ماري (كاميرون دياز) التي تثير إعجابه منذ سنوات لكنه لا يجرؤ على أن يبوح لها به إلى أن يلتقي بها في حفلة التخرج، يتم اللقاء بينهما في الحفل لكن مشكلة في سحاب بنطلون تيد تفسد اللقاء. فيُنقل إلى المستشفى ولا يعود أي منهما يعرف شيئاً عن الآخر. بعد ثلاثة عشر عاماً من تلك الحفلة يقرر تيد الاستجابة لنصيحة من صديقه المخلص دوم والبحث عن الحبيبة الأولى التي لم يستطع نسيانها، بل أنه لا يزال مهووساً بها. يكلف بمهمة البحث عن ماري محققاً خاصاً يدعى بات (مات ديلون)، والأخير لا يعترف بالممارسات الأخلاقية بل يلجأ في عمله إلى كل ما هو غير قانوني. ينطلق المحقق في عمله فيكتشف أن ماري قد أصبحت طبيبة متخصصة في جراحة العظام تعمل في ميامي وتعيش مع صديقتها ماجدة.
بدلاً من أن تنتهي مهمة المحقق الخاص بالعثور على ماري يقع هو نفسه في حبها الذي لا يقاوم كما يقول. يلجأ إلى كل الأساليب الملتوية للإيقاع بها. الكذب والخداع والمطاردة بل أن الأمر وصل به إلى تخدير كلب صديقتها أملاً بالوصول إلى ماري. لكن أحد أصدقاء الأخيرة وهو مهندس بريطاني مشلول يكشف حقيقة المحقق الخاص.. وفي وقت لاحق يتضح أن الصديق المهندس يزعم إصابته بالشلل لكنه في الحقيقة غير مشلول ولا علاقة له بالهندسة أو ببريطانيا وهو ليس سوى صبي في محل لبيع البيتزا يحاول بدوره كسب قلب ماري.
وفي المقابل يلجأ تيد بدوره إلى كل الأساليب الملتوية للفوز بفتاة أحلامه ضد كل المنافسين وبالذات ذلك المحقق الذي استأجره للعثور على فتاة أحلامه فوقع في حبها.
تتلاحق أحداث الفيلم فنرى الصديق الذي يزعم إصابته بالشلل لا يوفر أي وسيلة ملتوية إلا ويستخدمها لتحقيق غايته فيروح يفبرك القصص والأقاويل عن جميع منافسيه على قلب ماري. ومن بين هؤلاء المنافسين لاعب كرة القدم الشهير بريت فافر الذي يقوم بدور في الفيلم كلاعب كرة قدم أيضاً.
ينتهي هذا الجزء من الفيلم بعلاقة بين ماري ولاعب الكرة من ناحية. وتجدد قصة الحب بين ماري وتيد من ناحية ثانية، لكن المسألة تتعقد بعد تسلم رسالة من مجهول تتحدث عن علاقة مريبة بين الأخير وبين المحقق الخاص وأنهما غير مخلصين في حب ماري.
تحدث مواجهة ساخنة بين تيد من جهة وكل من المحقق والصديق غير المشلول من جهة ثانية.. وتحدث مواجهة ثانية لا تقل سخونة عن سابقتها بين ماري والصديق الناصح يتبين من خلالها أنه كان أحد المغرمين بها منذ أيام الدراسة أيضاً وكان حينها يتصرف بغرابة شديدة أمامها إذ إنه مولع بجمع أحذية النساء
تتواصل أحداث الفيلم فيكتشف الجميع أن الصديق غير المشلول هو مصدر التشنيعات والافتراءات التي كانت تطلق ضد كل من يحاول الوصول إلى ماري.. بما في ذلك تلك الافتراءات التي حيكت حول لاعب كرة القدم الشهير، كما أنه الكاتب المجهول لتلك الرسالة التي أشعلت الحرب بين المتنافسين. هنا يقول تيد أمام الجميع أن اللاعب الشهير هو الوحيد الذي لم يلجأ إلى الأساليب الملتوية في الكذب والغش والخداع ولذلك يستحق أن يفوز بقلب ماري.
وبعد أن تلتقي ماري ولاعب كرة القدم يغادر تيد والدموع تملأ عينيه لكن الحبيبة الأولى تتبعه لأنها تفضله على الجميع.. وينتهي الفيلم بخطبة الحبيبين في وقت يقوم عازف الإيتار جوناثان ريتشمن بتقديم أجمل ألحان الحب لكن صديق ماري يفاجئ الجميع بإطلاق النار على تيد للفوز بقلب ماري لكنه يصيب عازف الإيتار بدلاً منه.

## روابط خارجية
- مقالات تستعمل روابط فنية بلا صلة مع ويكي بيانات